# Pardosa groenlandica
Pardosa groenlandica là một loài nhện trong họ Lycosidae. Loài này phân bố ở Hoa Kỳ, Canada và Greenland.